# Swiss Olympic
Pour les articles homonymes, voir Swiss.

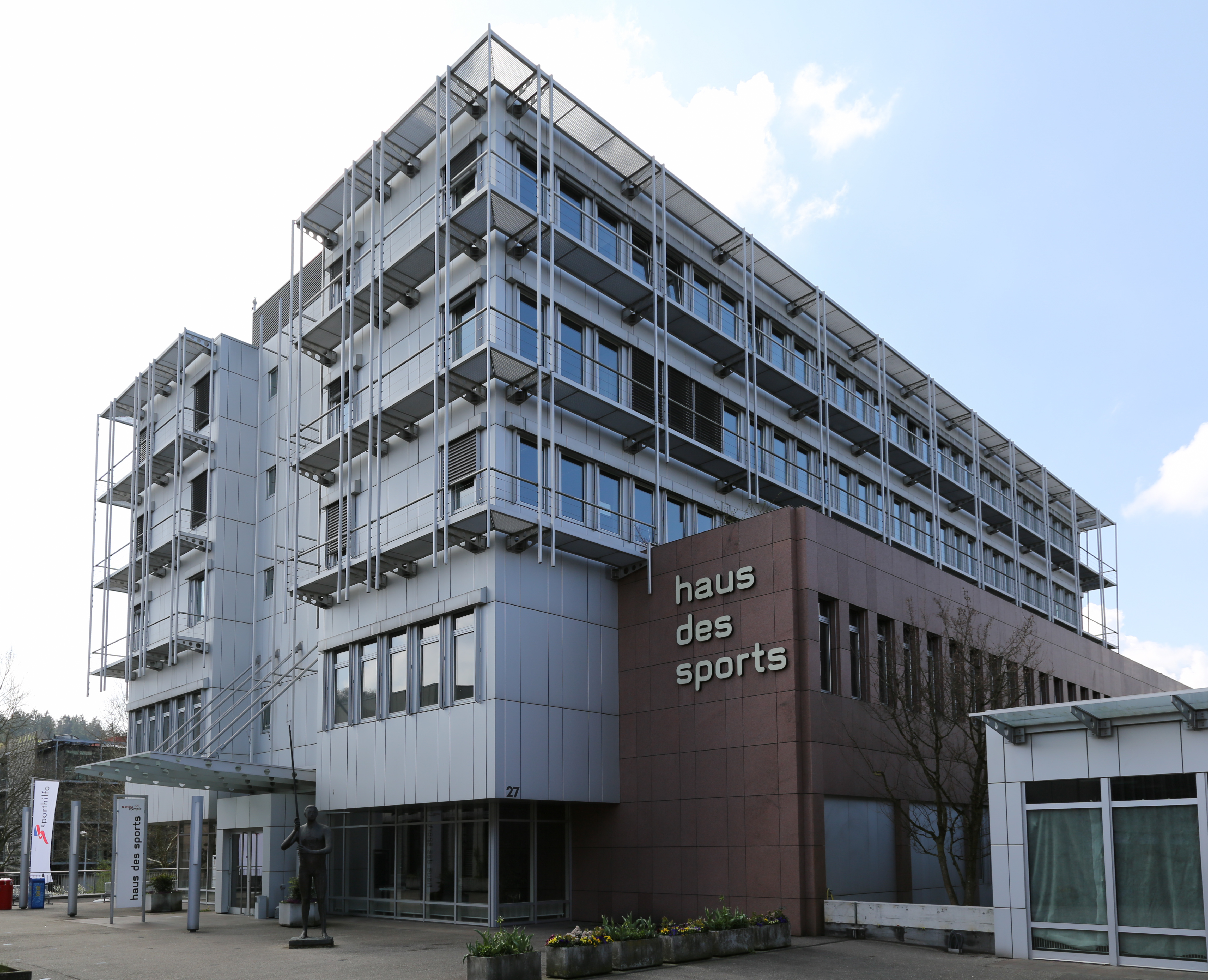
La Maison du Sport, le siège de Swiss Olympic

Swiss Olympic (également dénommée Association Olympique Suisse, Schweizerischer Olympischer Verband et Associazione Olimpica Svizzera) est à la fois le Comité national olympique suisse et l’organisation faîtière du sport organisé de droit privé suisse. Elle compte 104 membres (81 fédérations sportives nationales et 23 organisations partenaires), dont font partie près de 2 millions de sportifs et sportives répartis dans quelque 19 500 clubs. Swiss Olympic a son siège dans la Maison du Sport à Ittigen près de Berne. Swiss Olympic représente des sports olympiques mais aussi non olympiques et est une organisation à but non lucratif. Les grandes fédérations sportives sont subdivisées en associations régionales et cantonales.

## Histoire
Le Mouvement olympique suisse est porté par la Swiss Olympic Association (Swiss Olympic) depuis le 1er janvier 1997 (dénommée Association olympique suisse jusqu’en 2001). Swiss Olympic est née de la fusion de l’Association suisse du sport (ASS) et du Comité olympique suisse (COS). Le Comité national pour le sport d’élite (CNSE) a été intégré dans l’organisation dès sa création. Le COS a vu le jour en 1912 et a été reconnu par le Comité International Olympique (CIO) la même année. Auparavant, il n’y avait aucune délégation suisse officielle aux Jeux Olympiques. Plusieurs athlètes suisses y ont toutefois participé de manière indépendante, comme le gymnaste Louis Zutter, qui a pris part aux Jeux Olympiques de 1896 en tant que personne privée et seul Suisse. À ce jour[Quand ?], la Suisse a accueilli deux éditions des Jeux Olympiques d’hiver : St-Moritz a été la ville hôte des Jeux d’hiver en 1928 et 1948.
Ruth Metzler-Arnold est la première femme élue à la présidence de Swiss Olympic depuis janvier 2025.

## Organisation
Swiss Olympic est à la fois une association et l’organisation faîtière de 81 fédérations sportives suisses. Son organe suprême est le Parlement du sport, c’est-à-dire l’assemblée des fédérations membres, qui peuvent y voter proportionnellement à leur taille. Un Conseil exécutif composé du président, du vice-président, de 14 autres membres et des membres suisses du Comité international olympique est l’organe dirigeant de l’association faîtière et représente Swiss Olympic vis-à-vis de l’extérieur. Un Secrétariat général est responsable de l’administration. En outre, une Chambre disciplinaire pour les cas de dopage et une Commission des Athlètes sont rattachées à Swiss Olympic.

### Fédérations sportives affiliées
Les fédérations membres de Swiss Olympic regroupent près de 2 millions d'adhérents répartis dans quelque 19 500 clubs.
En 2017, les fédérations les plus importantes en nombre de membres actifs sont les suivantes : 
- Association suisse de football (281 521)
- Fédération suisse de gymnastique (247 662)
- Fédération suisse du sport universitaire (180 000)
- Swiss Tennis (163 633)
- Club alpin suisse (146 116)

Par ailleurs, l’Association suisse de golf, la Fédération suisse de natation, Swiss-Ski et la Fédération sportive suisse de tir comptent entre 50 000 et 100 000 membres actifs.

## Objectifs et stratégie de Swiss Olympic
Swiss Olympic a quatre objectifs principaux et les définit comme suit : 
- Soutenir et renforcer les fédérations membres et le sport suisse sous toutes ses formes ;
- Faire connaître et ancrer les valeurs olympiques (« Excellence, Amitié et Respect ») dans la société et en particulier dans les écoles ;
- Créer les meilleures conditions possibles pour assurer des succès sportifs à l’échelle internationale ;
- Représenter les intérêts du sport suisse de droit privé et s’engager pour que la société reconnaisse le rôle de ce dernier.

## Missions olympiques
Swiss Olympic est responsable de différentes missions olympiques et de leurs délégations. Swiss Olympic envoie non seulement des délégations aux Jeux Olympiques d’été et d’hiver, mais aussi aux Jeux Olympiques de la Jeunesse, aux Jeux Européens, au Festival olympique de la jeunesse européenne ainsi qu’aux World Beach Games de l’ACNO. En outre, Swiss Olympic organise deux fois par an le camp Tous les Talents à Tenero (3T). En collaboration avec les fédérations responsables, Swiss Olympic définit les critères de sélection pour les différentes manifestations sportives de grande envergure et sélectionne par la suite les athlètes qualifiés. Pour pouvoir offrir aux athlètes des conditions optimales sur les sites de compétition, Swiss Olympic se charge en amont de tous les aspects organisationnels. Elle réserve les hébergements et les infrastructures d’entraînement nécessaires dans la ville organisatrice, ainsi que les vols correspondants pour l’ensemble de la délégation. 

## Promotion des fédérations
Swiss Olympic travaille de manière ciblée et individualisée avec les différentes fédérations, afin d’augmenter les chances des athlètes de réaliser des prouesses aux Jeux Olympiques et Paralympiques, aux Championnats du monde et d’Europe, aux World Games ou à d’autres compétitions prestigieuses. Les conventions de prestations conclues entre Swiss Olympic et les fédérations membres ont une durée de validité de quatre ans, ce qui permet d’augmenter la sécurité de planification des fédérations. Les conventions définissent les contributions financières et les prestations de Swiss Olympic dans les domaines de la gestion de fédération, de l’éthique et du sport de performance, ainsi que les tâches que la fédération doit remplir en contrepartie. Les différents sports sont classés en cinq catégories. Swiss Olympic utilise cette classification comme instrument de pilotage pour pouvoir déterminer le soutien financier à leur apporter. Tous les sports dont la fédération s’appuie sur un concept pour la promotion du sport de performance spécifique et qui visent d’excellents résultats aux Jeux Olympiques, aux Jeux Paralympiques et aux Championnats du monde et d’Europe (Universiade et World Games compris) sont pris en considération. Les sports sont évalués sur la base des résultats obtenus, du potentiel à moyen terme, de la mise en œuvre de leur concept de promotion et de leur importance au niveau national. Swiss Olympic apporte non seulement une aide financière aux fédérations, mais elle les soutient également avec ses connaissances spécialisées dans les domaines de l’éthique, de la planification de fédération, de l’entraînement et de la formation des entraîneurs. Les athlètes et les fonctionnaires peuvent en outre recevoir différentes Swiss Olympic Cards. Swiss Olympic encourage par ailleurs la formation professionnelle des athlètes grâce à divers programmes et certifie des institutions médicales spécialement orientées vers les athlètes de haut niveau.

### Charte d’éthique: neuf principes pour le sport suisse
Les valeurs olympiques – « Excellence, Amitié et Respect » – constituent le fondement d’un sport fair-play et durable dans le monde entier. La Charte d’éthique de Swiss Olympic et de l’Office fédéral du sport (OFSPO) s’articule autour de ces valeurs et entend contribuer à un sport fair-play, sans discrimination ni fraude. La Charte d’éthique doit obligatoirement être intégrée aux statuts de toute fédération membre de Swiss Olympic. En conséquence, les fédérations membres sont tenues de nommer un responsable de l’éthique chargé de veiller à l’application de la Charte et de répondre aux défis d’ordre éthique qui se présentent à la fédération. Le Code de Conduite et les différents programmes mis sur pied par Swiss Olympic sont d’importants outils en la matière. Ils montrent comment tirer le meilleur des valeurs olympiques et de la Charte d’éthique dans le quotidien des fédérations comme dans les manifestations sportives.

### Swiss Olympic Card
La Swiss Olympic Card est une distinction pour les athlètes qui récompense à la fois leurs performances en compétition à l’échelon international et leur potentiel avéré. La Swiss Olympic Card se décline en cinq variantes en fonction du niveau de performance. L’attribution des Cards se fait sur une base annuelle en accord avec la fédération membre compétente. En fonction de la variante, la Card donne droit à diverses prestations et réductions spéciales.